# Kwela
Kwela, auch Pennywhistle-Jive, ist die Bezeichnung einer jazzorientierten, südafrikanischen Musik aus den 1950er Jahren. Charakteristisch ist die Verwendung der Blechflöte (Pennywhistle) als Melodieinstrument.

## Geschichte
Inspiriert durch Musiker wie Lester Young, Count Basie, Cab Calloway und andere Musiker der Swing-Ära entstand in den Townships Südafrikas in den 1950er Jahren die Kwela-Musik. Sie beruht auf dem Marabi-Sound und hat einen fröhlichen Charakter. Kwela ist geprägt von einem raschen, vorandrängenden Rhythmus. Die Akkordfolge ist gewöhnlich Tonika–Subdominante–Tonika–Dominante, wobei diese Akkorde gleichrangig sind. Trotz des nordamerikanischen Einflusses ist der Kwela nach einer Analyse von Gerhard Kubik „erstaunlich reich an afrikanischen Elementen“. Dabei sind die Themen der Stücke meist auf kurzen Ablaufformen, zwei- bis viertaktigen melodischen Motiven, aufgebaut, wie sie aus der traditionellen Musik Afrikas bekannt sind, und in einem regelmäßigen Summationsmetrum abgerundet. Die Improvisation findet nicht auf den Harmonien statt; vielmehr sind die Ausgangspunkte des improvisierten Spiels die kurzen Melodie-Themen. Blue Notes kommen in zahlreichen Kwela-Stücken vor.

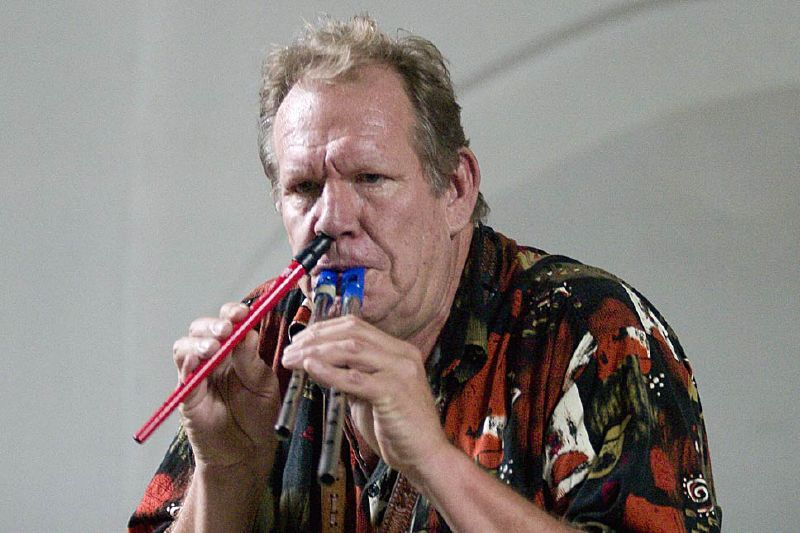
Sean Bergin, hier gleich mit mehreren Kwela-Whistles (unübliche Spielweise)

Kwela wurde auf den Straßen Südafrikas zumeist in einer Skiffleband-Besetzung mit einer bis drei Pennywhistles, einem Teekistenbass, einer Gitarre und einer Rassel – zum Beispiel einer mit Kirschkernen gefüllten Flasche – gespielt. Diese Musik war in den 1950er Jahren sehr beliebt und wurde daher mit Flötisten wie Lemmy Mabaso, Spokes Mashiyane und Aaron Lerole aufgenommen und erfolgreich vertrieben. Die Musikindustrie veränderte für die Plattenaufnahmen bereits früh den Sound und ersetzte beispielsweise die Rassel durch ein Schlagzeug, den Stehbass durch einen Kontrabass und teilweise auch die Flöte durch ein Saxophon. Zur Kwela-Musik wurde mit schwingenden Bewegungen getanzt.
In Johannesburg gehörten Kwela-Bands bis etwa 1962 zum allgemeinen Straßenbild. Kwela verbreitete sich rasch in weiten Teilen des südlichen Afrikas, beispielsweise auch nach Malawi, wo die Band von Donald Kachamba und nach dessen Tod 2001 die Donald Kachamba’s Heritage Kwela Band die Musizierhaltung pflegt. Die südafrikanische Band Kwela Tebza, in der Nachfahren von Aaron Jack und Elias Lerole spielen, war an der Eröffnungsfeier des FIFA.Confederations Cup 2009 in Johannesburg beteiligt.
Saxophonisten wie Kippie Moeketsi und Gwigwi Mrwebi nahmen die neu entstandene Spielweise auf und transferierten sie in den südafrikanischen Jazz; später entstand aus ihr der Cape Jazz. Über die Kompositionen von Abdullah Ibrahim, Dudu Pukwana, Mongezi Feza oder Chris McGregor kamen auch nordamerikanische und europäische Jazzmusiker mit dem Kwela-Stil in Berührung.
1962 erschien das Album A Swingin’ Safari des deutschen Musikers Bert Kaempfert, das deutlich von der Kwela-Musik beeinflusst ist.
Das Wort kwela stammt aus dem isiZulu und bedeutet „hinauf“, wurde aber als „kwela-kwela“ auch für Polizeiautos verwendet. Damit wird einerseits eine Einladung zum Tanz verbunden, aber auch eine Warnung vor Polizeirazzien in den illegalen Schanklokalen.